# Anne Ducarouge
 (juin 2017).
Si vous disposez d'ouvrages ou d'articles de référence ou si vous connaissez des sites web de qualité traitant du thème abordé ici, merci de compléter l'article en donnant les références utiles à sa vérifiabilité et en les liant à la section « Notes et références ».
Anne Ducarouge, polytechnicienne, née à Versailles le 1977, est une vélivole française. Femme la plus médaillée  au monde depuis le 1er aout 2022, elle est détentrice de huit médailles dont trois titres mondiaux en catégorie  féminine. 
Elle est la première femme à accéder au top10 en classe course mixte en championnat du monde de planeur. 
Chevalier de l'Ordre National du Mérite
Médaille de l'aéronautique
Médaille de la jeunesse et des Sports

## Carrière
Anne Ducarouge est ingénieur en chef de l'armement, diplômée de l'École polytechnique.
Anne Ducarouge est ingénieure navigante d’essais en 2005. Formée d’abord sur avions de chasse et de transport, elle a poursuivi sa carrière dans le domaine des drones puis sur le programme d'hélicoptère de combat Tigre. Elle est instructeur « hélicoptères » à l'école du personnel navigant d'essais et de réception (EPNER).
Elle pratique le vol à voile au niveau mondial : ainsi, elle s'est arrogé le titre suprême aux 7es championnats du monde féminins de vol à voile (catégorie « 15 mètres à volets »), qui se sont déroulés du 24 juin au 13 juillet 2013 à Issoudun (Indre).
En 2015, elle est affectée à l'AIA de Cuers-Pierrefeu.

## Palmarès

### Championnat du monde
- 2013 à Issoudun,  France
  -  Médaille d’or[2]
- 2015 à Arnborg,  Danemark
  -  Médaille d’or[5]
- 2022 à Husbands Bosworth,  Royaume-Uni
  -  Médaille d’or[6]